# Harpa articularis
Harpa articularis is een slakkensoort uit de familie van de Harpidae. De wetenschappelijke naam van de soort is voor het eerst geldig gepubliceerd in 1822 door Lamarck.